# Friedel Mensink
Friedel Mensink (* 30. August 1949; † 4. August 1997) war ein deutscher Fußballspieler. In der Saison 1971/72 absolvierte der Mittelfeld- und Defensivspieler bei Borussia Dortmund zwölf Spiele in der Fußball-Bundesliga.

## Laufbahn
Zur Saison 1969/70 unterschrieb der vormalige westfälische Amateurfußballer der SpVgg Rheine einen Vertrag bei Bremerhaven 93 in der Regionalliga Nord. Er debütierte am 24. August 1969 beim 3:0-Heimerfolg gegen den Itzehoer SV in der damaligen Zweitklassigkeit der Regionalliga Nord. Bremerhaven belegte am Rundenende den sechsten Rang und der Mann aus Rheine hatte in 25 Einsätzen ein Tor an der Seite der Mitspieler Horst Bertl, Willi Reimann und Gerhard Zebrowski erzielt. In seiner zweiten Saison, 1970/71, steigerte Mensink seine Einsätze bei den Weinroten aus der Hafenstadt auf 32 Spiele (1 Tor) und die Elf vom Stadion Zollinland erreichte den achten Rang. Nach 57 Regionalligaspielen mit zwei Toren von 1969 bis 1971 für Bremerhaven 93 nahm er das Angebot von Borussia Dortmund zur Saison 1971/72 an und wechselte zu den „Schwarz-Gelben“ vom Stadion Rote Erde, um sich in der Bundesliga zu beweisen.
Neben Mensink nahm der BVB aber noch die weiteren Spieler Siegfried Köstler, Werner Lorant, Reinhold Mathes, Jürgen Wilhelm, Horst Bertram, Walter Hohnhausen, Alfons Sikora und  Dieter Mietz unter Vertrag. Unter Trainer Horst Witzler sollten damit die Abgänge von Horst Trimhold, Ferdinand Heidkamp, Wolfgang Paul, Wilhelm Sturm, Sigfried Held, Willi Neuberger, Werner Weist und Reinhold Wosab kompensiert werden. Mensink debütierte  zwar bereits am dritten Spieltag, den 28. August 1971, bei der 0:1-Auswärtsniederlage beim 1. FC Köln in der Bundesliga, wobei er mit Lorant und Jürgen Schütz das Dortmunder Mittelfeld bildete; zum Stammspieler schaffte er es aber nicht. Mit seinem zwölften Einsatz am 6. Mai 1972, bei der 1:3-Auswärtsniederlage unter Witzler-Nachfolger Herbert Burdenski gegen Arminia Bielefeld wurde er in der ersten Halbzeit für Branko Rašović eingewechselt, beendete er seine Karriere in der Bundesliga. Dortmund stieg in die Regionalliga West ab und Mensink schloss sich zur Saison 1972/73 dem KSV Hessen Kassel in der Fußball-Regionalliga Süd an.  
Bei den Nordhessen vom Auestadion debütierte er am 30. Juli 1972 unter Trainer Hans-Wilhelm Loßmann beim 2:0-Auswärtserfolg gegen den FC Wacker München in der Regionalliga Süd. Er kam an der Seite der Mitspieler Otto Kastl, Wolfgang Hausmann, Reiner Künkel und Alfred Resenberg auf 31 Regionalligaspiele und die „Löwen“ belegten den zehnten Rang. Im letzten Jahr der alten zweitklassigen Regionalliga, 1973/74, wiederholte Mensink seine Einsatzzahl des Vorjahres, die Hessen verspielten aber mit dem erreichten 16. Rang die Nominierung für die zur nächsten Saison 1974/75 neu startende 2. Fußball-Bundesliga. Sein letztes Ligaspiel für Kassel bestritt Mensink am 4. Mai 1974 beim 1:1-Auswärtsremis im Möslestadion gegen den Freiburger FC. Persönlich konnte er durch den Wechsel zum 1. SC Göttingen 05 zur Saison 1974/75 dennoch Einzug in die 2. Bundesliga halten.
Unter Trainer Reinhard Roder debütierte er mit Göttingen am Starttag, den 3. August 1974, mit einem 5:2-Heimerfolg gegen die DJK Gütersloh im neuen Unterbau der Bundesliga. Mit Akteuren wie Harald Evers, Heinz-Dieter Hansing, Helmut Hinberg, Dieter Hochheimer, Lothar Hübner und Walter Plaggemeyer belegte die Elf aus der Universitätsstadt den zehnten Rang und Mensink hatte in 36 Ligaspielen ein Tor erzielt. Im zweiten Jahr 2. Bundesliga, 1975/76, konnte die Elf um Walter Gruler, Jürgen Krawczyk, Horst Hayer und Klaus Wolf sich wiederum mit einem 11. Rang im Mittelfeld der Tabelle platzieren. Mensink hatte 27 Ligaspiele bestritten. Am 38. Spieltag, den 12. Juni 1976, mit einem 4:1-Heimerfolg gegen das Schlusslicht Spandauer SV, verabschiedete er sich aber aus der 2. Bundesliga und von Göttingen 05. Nach 63 Spielen in der 2. Bundesliga mit einem Treffer beendete er seine Lizenzspielerkarriere und kehrte in seine Heimat, ins Münsterland, zurück und schloss sich dem VfB Rheine in der Amateurliga Westfalen an.
In seiner zweiten Saison, 1977/78, erreichte er mit dem VfB vom Stadion Delsen die Vizemeisterschaft und erreichte damit die Nominierung zur Amateur-Oberliga Westfalen zur Runde 1978/79.
1997, im Jahr seines Todes, wird er noch als aktiver Spieler der Traditionsmannschaft Borussia Dortmunds geführt.